# Frans-Mauritanië
Frans-Mauritanië (Frans: Mauritanie française) was van 1903 tot 1960 een voormalige Franse kolonie dat deel uitmaakte van Frans West-Afrika (AOF) en een groot deel van het grondgebied van de huidige staat Mauritanië besloeg.

## Geschiedenis
In 1903 had het de status van protectoraat, voordat het een burgergebied werd van 1904 tot 1920, daarna een kolonie. In 1946 werd het een overzees gebiedsdeel van Frankrijk en maakt het dus deel uit van de Franse Unie. Op 28 november 1958 werd de Islamitische Republiek Mauritanië uitgeroepen en werd een van de (autonome) lidstaten van de Franse gemeenschap. Precies twee jaar later, op 28 november 1960, werd Mauritanië onafhankelijk onder de Frans-Mauritaanse soevereiniteitsrestitutieovereenkomsten.